# De Dion-Bouton Type Z
Der De Dion-Bouton Type Z ist ein Pkw-Modell aus der Anfangszeit des 20. Jahrhunderts. Hersteller war De Dion-Bouton aus Frankreich.

## Beschreibung
Die Zulassung durch die nationale Zulassungsbehörde erfolgte am 9. Dezember 1904. Vorgänger war der Type V.
Der De-Dion-Bouton-Einzylindermotor hat 106 mm Bohrung, 120 mm Hub, 1059 cm³ Hubraum, war damals in Frankreich mit 8 Cheval fiscal (Steuer-PS) eingestuft und leistet etwa genauso viel PS. Er ist vorne im Fahrgestell montiert und treibt über ein Dreiganggetriebe und eine Kardanwelle die Hinterräder an. Der Wasserkühler befindet sich unterhalb der Motorhaube vor der Vorderachse. Die Hinterachse ist eine De-Dion-Achse.
Die Basis bildet ein Rohrrahmen. Der Radstand beträgt bei der Normalausführung 1950 mm, die Spurweite 1184 mm. Es stand aber auch eine verlängerte Version mit 2574 mm Radstand im Sortiment. Die Vorderräder haben zehn Speichen, die Hinterräder zwölf.
Bekannt sind Aufbauten als Phaeton und Tonneau.
Das Modell wurde zwölf Monate lang produziert. Nachfolger wurde der Type AL, der bereits am 6. Juli 1905 seine Zulassung erhielt.